# Neus Lloveras i Massana
Neus Lloveras i Massana (Vilanova i la Geltrú, 3 d'agost de 1963) és una empresària i política catalana. Ha estat alcaldessa de Vilanova i la Geltrú durant dos mandats municipals, entre l'11 de juny de 2011 i el 15 de juny de 2019. Ha estat diputada al Parlament de Catalunya des del 26 d'octubre de 2015 fins al 27 d'octubre de 2017. Ha estat presidenta de l'Associació de Municipis per la Independència, entre abril de 2016 i febrer de 2018.

## Biografia
Per motiu de la professió del seu pare, el tenor Joan Lloveras i Sorni, va passar bona part de la infantesa en altres països. Entre el 1967 i el 1969 va viure a Tel-Aviv (Israel), i a la dècada dels 70 a Alemanya, a Essen (entre 1971 i 1973) i a Hamburg (entre 1973 i 1980). A principis dels anys 80 va tornar a Vilanova i la Geltrú per quedar-s'hi definitivament. A Catalunya va cursar els estudis acadèmics de Batxillerat i COU al Col·legi Alemany de Barcelona i va accedir a la Universitat. Tot seguit va obtenir el títol de Tècnic Administratiu al CIC de Barcelona i es va diplomar en Direcció Financera a l'escola de negocis EADA. Ha estat durant 26 anys directora financera de l'empresa que ha acabat sent el seu projecte professional. Entre 2001-2003 va formar part de la directiva del Club Patí Vilanova. La seva implicació en la vida associativa de Vilanova i la Geltrú la va encaminar a la política municipal. Finalitzada la seva etapa de servei públic, el juny de 2019, s'ha reincorporat a la seva vida professional, tal com sempre havia mantingut que faria. Actualment és la Consellera Delegada i Responsable de Relacions Externes de la mateixa empresa. Des de l'1 d'octubre de 2019 és la presidenta de la patronal FEGP.

## Trajectòria política
A les eleccions municipals de 2011 fou cap de llista per Convergència i Unió (CiU) i fou la força més votada. Es convertí així en la primera dona a l'alcaldia de Vilanova i la Geltrú, tot encapçalant un govern en minoria. A les eleccions municipals de 2015, la seva candidatura resultà novament la primera en vots i regidors, encara que amb necessitat de pactar per formar govern. Primer, va governar l'Ajuntament de Vilanova i la Geltrú amb un pacte CiU-PSC, que va durar fins al 5 d'abril de 2018. En aquesta data, la formació liderada per Neus Lloveras va trencar l'acord de govern a causa de la situació política de Catalunya i de l'aval del PSC a l'aplicació de l'article 155. El 28 de maig de 2018 els grups municipals de CiU i ERC van signar un pacte de govern fins a final de mandat.
El juliol de 2015 va incorporar-se a la candidatura Junts pel Sí (JxSí), ocupant el número 14, per concórrer a les eleccions al Parlament de Catalunya del 27 de setembre. Fruit dels resultats dels comicis, fou diputada de JxSí durant l'onzena legislatura. D'altra banda, el 8 d'abril de 2016 va assumir la presidència de l'Associació de Municipis per la Independència (AMI), càrrec que va exercir fins al 7 de febrer de 2018. El jutge Pablo Llarena va investigar-la si per un presumpte delicte de rebel·lió, però finalment la va deixar fora de la causa del procés independentista. El Tribunal Superior de Justícia de Catalunya la va citar com a investigada per un presumpte delicte de desobediència per haver promogut el referèndum de l'1 d'octubre de 2017 entre els alcaldes. El gener de 2019 es va arxivar la causa.
El 2017 va anar a les llistes de Junts per Catalunya per Barcelona a les eleccions al Parlament de Catalunya de 2017. Després va anunciar la voluntat d'abandonar la política institucional i que no aspiraria a ser reelegida alcaldessa de Vilanova i la Geltrú.